# Nazionale maschile di pallacanestro del Guatemala
La nazionale di pallacanestro del Guatemala è la rappresentativa cestistica del Guatemala ed è posta sotto l'egida della Federazione cestistica del Guatemala.

## Piazzamenti

### Campionati centramericani
- 1967 - 6°
- 2003 - 6°
- 2004 - 8°

## Formazioni

### Campionati centramericani
Campionato centramericano maschile di pallacanestro 20034 Aitkenhead, 5 R. Rodríguez, 6 Pastorio, 7 Samayoa, 8 Gillespie, 9 Barrios, 10 Ortiz, 11 H. Rodríguez, 12 Duarte, 13 Thompson, 14 Trigueño, 15 Morales,        All. -
Campionato centramericano maschile di pallacanestro 20044 Amaya, 5 Padilla, 6 Morales, 7 Samayoa, 8 Gillespie, 9 Barrios, 10 Ortiz, 11 R. Rodríguez, 12 Duarte, 13 H. Rodríguez, 14 Trigueño,        All. -